# Windows 95
Windows 95 je operativni sustav s grafičkim korisničkim sučeljem. Prva verzija izdana je 24. kolovoza 1995. godine. Tijekom njegove izrade predstavljali su ga kao Windows 4.0 i njegovim kodnim imenom Chicago. Windows 95 je stvoren da bi se spojili MS-DOS i Windows proizvodi. Uključivao je napredniju verziju DOS-a koju su zvali MS-DOS 7.0. Windows 95 donio je mnoge promjene u odnosu na Windows 3.1, najviše vidljive na GUI-ju. Standardni izgled i struktura Windows 95 GUI-ja primijenjene su čak i u Windows Visti. U Windows 95 dodana je i podrška za dugačka imena datoteka(255 znakova), te je time razbijeno veliko ograničenje u DOS-u i prijašnjim verzijama Windowsa od osam znakova za ime i tri za ekstenziju.

## 32-bitni
Uvod 32-bitnog pristupa datotekama u Windows for Workgroups 3.11 znači da stvarni 16-bitni mod nije primijenjen u MS-DOS-u za upravljanje datotekama dok su Windowsi uključeni. Upravljačka ploča dopušta korisniku da vidi koje su MS-DOS komponente upotrijebljene u sustavu; optimalne performanse su prijeđene kad su sve komponene dopušenje. Windows kernel rabi stvarni mod MS-DOS-a zbog drivera u Safe Mode načinu rada, što postoji da bi korisnik mogao popraviti problem učitavanja drivera u zaštićenom modu.

## Korisničko sučelje
U svijetu marketinga, Windows 95 je postigao planetarni uspjeh, a za godinu-dvije postao je najprodavaniji i najuspješniji operativni sustav ikada.
Internet Explorer 4.0 došao je s programom Windows Desktop Update koji je korisnicima Windows 95-ice omogućavao nekoliko osvježenih GUI značajki koje će se uvesti u Windows 98. Zadnja inačica 95-ice, koja je, OEM Service Release 2.5 (verzija 4.00.950C) uključivala je IE4 na instalacijskom CD-u i on se automatski instalirao pri prvom pokretanju Windowsa.
Windows 95 uveo je upotrebu Start meni i taskbara u Microsoftovo sučelje. Te dvije značajke ostale su u svim dosadašnjim verzijama Windowsa, jedino što je izraz "Start" izbačen Windows Vista, a to je zamijenjeno plavim krugom s logom Windowsa.

## Izdavanje
Windows 95 je naveliko reklamiran i hvaljen, s jakom medijskom kampanjom u koju je bila uključena pjesma Rolling Stonesa Start Me Up (odnosi se na Start meni). Pretpostavlja se da je Microsoft platio oko 14 milijuna dolara za tu pjesmu. Microsoftova 300 milijuna dolara vrijedna kampanja postigla je da ljudi čekaju u ogromnim redovima da bi dobili svoj primjerak Windowsa.

## Internet Explorer
Windows 95 OEM Service Release 1 je bila prva inačica Windowsa s uključenim Internet Explorerom (kodno ime: O'Hare). Posljednja verzija IE-a koju Windows 95 podržava je Internet Explorer 5.5 koji je izdan 2000. godine.  Prije Internet Explorera, Windows 95 upotrebljavao je program The Microsoft Network.

## Izdanja
| Izdanje                 | Verzija               | Datum izlaska      | Internet Explorer | USB podrška | FAT32 podrška | UDMA podrška |
| ----------------------- | --------------------- | ------------------ | ----------------- | ----------- | ------------- | ------------ |
| Windows 95 prodajna     | 4.00.950              | 1995               | ne                | ne          | ne            | ne           |
| Windows 95 prodajna SP1 | 4.00.950a             | 31. prosinca 1995. | ne                | ne          | ne            | ne           |
| OEM Service Release 1   | 4.00.950A             | 1996               | 2.0               | ne          | ne            | ne           |
| OEM Service Release 2   | 4.00.950B (4.00.1111) | 1996               | 3.0               | ne          | da            | da           |
| OEM Service Release 2.1 | 4.00.950B (4.03.1212) | 1996               | 3.0               | da          | da            | da           |
| OEM Service Release 2.5 | 4.00.950C (4.03.1214) | 1997               | 4.0               | da          | da            | da           |

## Sistemski zahtjevi
Službeni sistemski zahtjevi bili su:
- Intel 80386 bilo koje brzine
- 4 mb RAM-a
- 50 mb slobodnog prostora na tvrdom disku

Za bolje performanse Microsoft je preporučivao 8 mb RAM-a

## Zanimljivosti
- Microsoft je izdao Windows 95 i na CD-u i na disketama, zbog toga što u to vrijeme nisu sva računala imala CD-ROM. Sustav je dolazio na 13 disketa, isključujući dodatne programe. I Microsoft Plus! također je izašao na disketama.